# Marcus Schenkenberg
Marcus Lodewijk Schenkenberg van Mierop (beter bekend als Marcus Schenkenberg) (Stockholm, 4 augustus 1968) is een fotomodel, acteur, schrijver, zanger en televisiepersoonlijkheid. Alhoewel hij in Zweden is geboren, zijn zijn beide ouders Nederlanders. Zelf heeft hij ook de Nederlandse nationaliteit.
Hij werd ontdekt in 1989 door de fotograaf Barry King, toen hij in Venice Beach aan het rolschaatsen was. Beroemd werd hij door een reclamecampagne voor het modemerk Calvin Klein, waar overigens meer van hem dan van de kledingstukken in te zien was.
In 1997 maakte Marcus Schenkenberg zijn filmdebuut als "Tiny" in "Prince Valiant". Hij speelde onder andere de hoofdrol in de film "Hostage" (1999). Ook heeft hij een aantal televisierollen gespeeld en presenteert hij een voetbalprogramma op de Italiaanse televisie.
Schenkenberg schreef in 1997 het boek "Marcus Schenkenberg, New Rules". Hij is een actief lid van PETA, een Amerikaanse dierenbeschermingsorganisatie. Als zanger had hij een hit met het nummer "La chica Marita".
Hij was een aantal jaar verloofd met Pamela Anderson, maar hun relatie eindigde in 2001.